# Michael Danzey
Michael James Danzey (sinh ngày 8 tháng 2 năm 1971) là một cầu thủ bóng đá thi đấu ở vị trí tiền đạo ở Football League cho Chester City, Peterborough United, Cambridge United và Scunthorpe United. Ông cũng thi đấu bóng đá non-league cho Boston United, St Albans City, Farnborough Town, Aylesbury United và Woking.